# Pimpla sodalis
Pimpla sodalis là một loài tò vò trong họ Ichneumonidae.